# Menandro el Protector
Menandro el Protector (Μένανδρος) hijo de Éufrates de Bizancio, fue un rétor e historiador bizantino que vivió en tiempos del emperador Mauricio que empezó su reinado en el 581.
Continuó la historia de Bizancio en el punto en que fue dejada por Agatías, es decir en el 558, y la siguió hasta el 583. Una buena parte de la obra se conserva. Su estilo imitaba al de Agatías con algunos intentos de refinamiento que no fueron exitosos. Escribió al menos un epigrama que se conserva en la antología griega.
Su nombre que era equivalente a "guardaespaldas" derivaba probablemente de haberse dedicado a esta actividad.

## Traducción
- Roger Blockley: The History of Menander the Guardsman. Liverpool 1985 (en inglés)